# نمالیس (تانوس تاریک)
نمالیس یک شخصیت خیالی با تقریباً قدرت مطلق ساخته شده توسط مارول کامیکس است. نمالیس تقریباً قادرمطلق دنیای مارول است قدرت های او نسبت به دستکش ابدیت نیز دارای حد بالاتری است. نمالیس به غیر از دنیای کمیک در بازی های ارکید نیز حضور داشته است.

### به عنوان تانوس تاریک
تانوس بعد از مدتی به دستکش ابدیت دست یافت اما مشکلی پیش امد و قدرت دستکش به تانوس انتقال یافت تانوس قدرت هایش از دستکش ابدیت هم پیشتر رفت و تقریباً قادر مطلق شدپس از مدتی دستکش ابدیت نابود شد.